# Fueros de Bearne

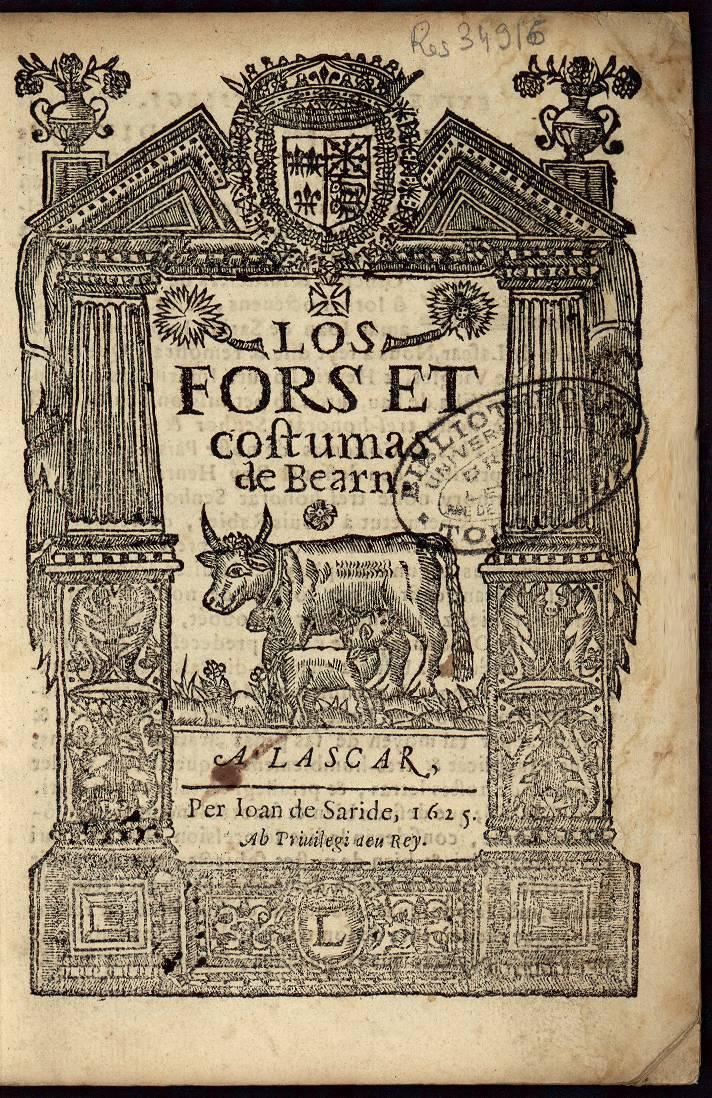
Hoja con los textos legales.

Se denomina Fueros de Bearne (en francés Fors de Béarn, en occitano Fòrs de Bearn) al complejo conjunto de textos legales (privilegios, reglamentos, sentencias judiciales, tarifas, formularios) compilados en el vizcondado de Bearne entre los siglos XI y XIII. La versión completa más antigua que se conserva data del siglo XV.
Etimología: El bearnés fòr proviene del latín forum iudicium, que en Castilla derivó en Fuero Juzgo.

## Formación de losFòrs

### SigloXI
Hacia 1080, el vizconde Céntulo V promulga una carta de población para la antigua ciudad de Iluro (Olorón) a fin de repoblarla. Será el embrión del futuro Fòr de Oloron.

### SigloXII
En 1102 el vizconde Gastón IV otorga a su capital Morlaas un privilegio, núcleo del futuro Fòr de Morlaas.
El Fòr General, aplicable en todo Bearn, es promulgado en 1188 por Gastón VI. Incluye ciertas disposiciones que remontan a la segunda mitad del siglo XI.

### SigloXIII
En la primera mitad del siglo XIII los vizcondes Guillermo de Moncada y Gastón VII otorgan Fòrs a cada uno de los valles pirenaicos:
- Ossau (1221)
- Baretous (en torno a 1220)
- Primera carta de Aspe (1247)
- Segunda carta de Aspe (1250)

## Evolución posterior
En el siglo XVI, cuando Bearn constituye un estado independiente unido a los restos del reino de Navarra, los monarcas Enrique II Albret y Juana de Albret reorganizan y mejoran los Fòrs.
En 1620 Luis XIII incorpora Bearn a la Corona francesa pero preserva los Fòrs, que siguen rigiendo la vida del vizcondado hasta que finalmente son abolidos durante la Revolución en 1789.